# 伊藤真 (弁護士)
伊藤 真（いとう まこと、1958年6月14日 - ）は、日本の弁護士、教育者。資格試験予備校伊藤塾塾長、伊藤・呉法律事務所所長、株式会社法学館館長、法学館憲法研究所所長、日弁連憲法問題対策本部　副本部長。

## 経歴・人物
東京都出身。中学に進学してから、教師をしていた父が、デュッセルドルフの日本人学校の校長として赴任することになり、家族でドイツに渡る。東京学芸大学教育学部附属高等学校を卒業後、理系志望だったが、東京大学文科一類に入学。1981年、東京大学法学部在学中に司法試験に合格し受験指導を開始。同時に東京法律会計事務所に入所、弁護士業務も行う。
東京リーガルマインド（LEC）の看板講師として活動後、1995年、伊藤塾を設立した。東京リーガルマインドより競業避止義務違反を理由として提訴されたが勝訴。伊藤塾塾長として受験指導を続ける傍ら、日本国憲法の存在価値を説く講演・行脚等を行っている。最盛期には渋谷インフォスタワー内にかつてあった600人収容の大教室が連日のように満員になった。一時は受験指導と講演活動に専念すべく弁護士会を自主退会していたが、2008年に法学館法律事務所を設立、弁護士活動を再開。また、2009年から一人一票実現国民会議の発起人の一人として議員定数不均衡問題に取り組んだり、岡口基一裁判官の弾劾裁判に関して弁護人を務めたりしている。
モットーは「やればできる!必ずできる!そして本物になる」である。論文本試験会場には必ず激励に現れ、スタッフを通じて「伊藤 真からの手紙」を配っている。2006年4月からは、代々木ゼミナールで、大学受験生を対象としたサテライン「法学小論文」講座にも出講。

## 主張
護憲派の論客として、日本国憲法の理念を一般人に解き明かすことをめざし、九条の会などでの講演やマガジン9条での連載、護憲派の論客としてテレビ出演や執筆活動、各種アピールを行っている。2013年4月6日に行われた社会民主党主催の「福島みずほと市民の政治スクール（憲法スクール）」において、「自民党憲法改正案・国家安全保障基本法案を斬る」と題して講演し、反自由民主党色を打ち出している。
西田敏行、山田洋次、黒柳徹子らと共に「平和のための戦争展」（日本中国友好協会主催）の呼びかけ人を務めている。
死刑制度に関しては、反対の立場をとる。
グリーンピース宅配便窃盗事件（クジラ肉裁判）では、グリーンピース側の主張を支持するコメントを寄せている。

### 護憲派としての見解の詳細
伊藤は、憲法の理念を生かす「積極的非暴力平和主義」に基づき非軍事の分野で国際貢献をすることを唱える。紛争が起こった後で軍事介入してそれを解決しようとする対症療法ではなく、紛争の原因をなくすための協力をするという、いわば根本治療を国際貢献の中核にすることを提唱する。それを通して、国際社会において日本は名誉ある地位を占めるようになるはずとしている。
伊藤は、自衛隊がアメリカ軍と行動を共にすることで、アメリカの敵は日本の友好国から敵に変わり、日本は今まで以上に攻撃の対象にされやすくなり、日本国民と日本企業が武力攻撃・テロの標的になる危険性が飛躍的に高まるとしている。伊藤は、アメリカのアフガニスタン攻撃やイラク戦争に日本が加担する前と後で比べればはっきりするとしている。
伊藤は、日本がひとたび正式な軍隊を持てば、国防のため、国際貢献のためという名目で軍隊は拡大の一途をたどるとし、年金、医療、少子化対策、地方活性化、災害対策などにお金をまわす余裕は、今以上になくなるとしている。また、日本でも軍需産業との間に、軍産複合体のようなアメリカ並みの利権構造が生まれるに違いないとしている。
伊藤は、民主主義国家では、国民の多数意思に従って政治的な物事が決められていくことや、選挙で国会議員が選ばれ、国会議員の中から首相が選ばれることを指摘した上で、多数意思がナポレオン帝政やナチスドイツなどのように常に正しいとは限らないことを指摘し、多数決で決めるべきことと多数決で決めてはいけないことがあることを指摘した上で、多数決でも変えてはならない価値を前もって憲法の中に書き込み、民主的正当性を持った国家権力をも制限するのが立憲主義という法思想であるとしている。
伊藤は、以下の安倍首相の答弁をあげて、選挙で審判を受ける覚悟さえあれば、自分の責任で何をやってもいいというのは、「人治」の政治であり、立憲主義に関する知識不足と言わざるを得ないと指摘している。また、選挙で選ばれた以上、その人はルールに縛られずに自由に権力を行使できると考えるのは、中国のような「人治」の国の政治であるとしている。伊藤は、行政府の長の判断だけで憲法解釈を変えてよいというのは、立憲主義を根本から否定するものであるとしている。
伊藤は、集団的自衛権行使が必要だというのであれば、まず憲法改正手続きによって国民に信を問うのが筋であると指摘している。また、集団的自衛権の行使を認めるということは、自衛隊員が他国のために戦死することを国民が覚悟することだと指摘している。個々の国民にそういう意思が本当にあるかどうかを、国民投票で確かめる必要があるとし、国民の議論に裏打ちされない閣議決定や法律の制定だけによって済ませるべき問題ではないとしている。また、憲法改正を目指す政府の手続きそのものが立憲主義をないがしろにしているものと批判する。法律の世界では、「法の段階的構造」という、閣議で決めたルールよりも法律が優先し、法律よりも憲法が優先するという法の効力の優先順位がある（閣議決定<法律<憲法）ことを指摘した上で、閣議決定で集団的自衛権の行使を認める内容に憲法解釈を変更し、これにより自衛隊法や武力攻撃事態法などの個別法の改正を進めて既成事実化を図り、それに基づいて安全保障関連法案を成立させ、ひいては憲法の明文改正を行うという手順は、この当然の約束事を無視して下から遡る『法の下剋上』とでもいうべきものでこれに反すると指摘している。

## 著書

### 受験参考書
- 伊藤真セレクション択一過去問集
- 入門六法シリーズ
- 試験対策講座シリーズ （通称：シケタイ）
- 伊藤塾オリジナル問題
- 論点別ステップアップシリーズ
- 入門シリーズ

### 一般書
- 『明日の法律家へ』（日本評論社、1997/5、ISBN 978-4535510876）
- 『明日の法律家へ〈2〉事件を語る 社会を視る』（日本評論社、1997/11、ISBN 978-4535511057）
- 『明日の法律家へ〈3〉現代を問う10の事件ノート』（日本評論社、1998/4、ISBN 978-4535511507）
- 『明日の法律家へ〈4〉社会を変える法律家たち』（日本評論社、1999/6、ISBN 978-4535511965）
- 『明日の法律家へ〈5〉司法改革を語る』（日本評論社、2000/6、ISBN 978-4535512429）
- 『明日の法律家へ〈6〉市民のための司法を』（日本評論社、2001/6、ISBN 978-4535512757）
- 『憲法のことが面白いほどわかる本―身近な毎日の生活や事件にこんなに関係があったのか』（中経出版、2000/6、ISBN 978-4806113638）
- 『伊藤真の図解 憲法のしくみがよくわかる本―知っておきたい日本国憲法の原理と姿』（中経出版、2001/5、ISBN 978-4806114697）
- 『自分を信じてゆっくり進め!』（ダイヤモンド社、2002/11、ISBN 978-4478702185）
- 『泣き寝入りしないための民法相談室―クイズと司法試験全82問』（平凡社新書、2003/8、ISBN 978-4582851922）
- 『法律を知ると患者の権利がみえてきた―法律家と開業医の新しい提言』（メディカ出版、2003/10、ISBN 978-4840408066）
- 『伊藤真の明快!日本国憲法』（ナツメ社、2004/3、ISBN 978-4816335990）
- 『対論!戦争、軍隊、この国の行方 九条改憲・国民投票を考える』（小林節・伊藤真・渡辺治・畑山敏夫・今井一共著、青木書店、2004/4、ISBN 978-4250204098）
- 『高校生からわかる 日本国憲法の論点』（トランスビュー、2005/7、ISBN 978-4901510332）
- 『夢をかなえる勉強法』（サンマーク出版、2006/4、ISBN 978-4763196767）
- 『夢を現実に変える方法』（サンマーク出版、2007/2、ISBN 978-4763184306）
- 『会社コンプライアンス―内部統制の条件』（講談社現代新書、2007/2、ISBN 978-4061498778）
- 『夢をかなえる時間術』（サンマーク出版、2007/3、ISBN 978-4763197269）
- 『教育基本法「改正」後の教育―憲法・’47年教育基本法の理念を生かし子どもを守るために』（三上満・伊藤真・浦野東洋一共著、草土文科、2007/4、ISBN 978-4794509680）
- 『憲法の力』（集英社新書、2007/7、ISBN 978-4087203998）
- 『入門の法律 図解でわかる憲法』（高野泰衡・伊藤真共著、日本実業出版社、2008/1、ISBN 978-4534043368）
- 『合格のお守り 資格試験のカリスマが教える「夢をかなえる」心の習慣』（CD付、日本実業出版社、2008/2、ISBN 978-4534043504）
- 『続ける力―仕事・勉強で成功する王道』（幻冬舎新書、2008/3、ISBN 978-4344980723）
- 『一点集中力』（サンマーク出版、2008/3、ISBN 978-4763197894）
- 『伊藤真の兵法』（サンマーク出版、2008/12、ISBN 978-4763198556）
- 『中高生のための憲法教室』（岩波ジュニア新書、岩波書店、2009/1、ISBN 978-4005006120）
- 『超凡思考』（岩瀬大輔・伊藤真共著、幻冬舎、2009/2、ISBN 978-4344016231）
- 『なりたくない人のための裁判員入門』（幻冬舎新書、2009/3、ISBN 978-4344981140）
- 『選び抜く力』（角川書店、2009/3、ISBN 978-4047101814）
- 『伊藤真の日本一わかりやすい憲法入門』（中経出版、2009/4、ISBN 978-4806133445）
- 『考える練習』（サンマーク出版、2025/1、ISBN 978-4763142030）

## テレビ出演
- 朝まで生テレビ!(2007年5月「激論!日本国憲法!!」のテーマにて出演。)
- 日曜討論（NHK総合、2009年4月「迫る裁判員制度 あなたはどう裁く」のテーマにて出演）
- 仕事学のすすめ（2011年9月7日-）

### 関連人物
- 坪田まり子
- 久保利英明
- 渡邊美樹